# Hans-Ulrich Wehler
Hans-Ulrich Wehler (Freudenberg (Siegerland), 11 de septiembre de 1931-Bielefeld, 5 de julio de 2014) fue un historiador alemán miembro de la escuela de Bielefeld.

## Biografía
Estudió historia y sociología en la Universidad de Colonia, la Universidad de Bonn y la Universidad de Ohio. De 1968 a 1970 dio clases en Colonia. En 1971 ocupó el puesto de profesor de historia general en la Universidad de Bielefeld, donde se convirtió en uno de los fundadores de la escuela de Bielefeld, destacando la dimensión social en el centro de la reflexión histórica. 
Sus trabajos impactaron al establishment académico alemán posterior a la Segunda Guerra Mundial, instaurando lo social y la sociedad, hasta entonces despreciadas, como verdaderos objetos de análisis históricos, y permitiendo al tiempo una ampliación metodológica de la historia a la sociología.
Gran especialista en la Alemania del siglo XIX, Wehler desarrolló una amplia reflexión sobre la sociedad alemana, fuertemente anclada en la sociología de Max Weber y organizada en torno de tres ejes principales: el poder, al economía y la cultura.

## Obras
- Bismarck und der Imperialismus (1969).
- «Bismarck's Imperialism 1862-1890» páginas 119-155 de Past and Present, No. 48 (agosto de 1970).
- Das Deutsche Kaiserreich, 1871-1918 (1973).
- Geschichte als historische Sozialwissenschaft (1973).
- Krisenherde des Kaiserreichs, 1871-1918 (1973).
- Modernisierungstheorie und Geschichte (1975).
- Historische Sozialwissenschaft und Geschichtsschreibung (1980).
- «"Deutscher Sonderweg" oder allgemeine Probleme des westlichen Kapitalismus» páginas 478-487 de Merkur, vol. 5 (1981).
- «Historiography in Germany Today» de Observations on «The Spiritual Situation of the Age»: Contemporary German Perspectives, editado por Jürgen Habermas (1984).
- Preussen ist wieder chic: Politik und Polemik in zwanzig Essays (1985).
- Deutsche Gesellschaftsgeschichte, vols. 1-4 (1987-2003).
- Entsorgung der deutschen Vergangenheit: ein polemischer Essay zum «Historikerstreit» (1988).
- Nationalismus und Nationalstaat: Studien zum nationalen Problem im modernen Europa, coeditado co Otto Dann y Theodor Schieder (1991).
- Die Gegenwart als Geschichte (1995).
- «The Goldhagen Controversy: Agonising Problems, Scholarly Failure, and the Political Dimension» páginas 80-91 de German History, vol. 15 (1997).